# HS6ST1
HS6ST1 (англ. Heparan sulfate 6-O-sulfotransferase 1) – білок, який кодується однойменним геном, розташованим у людей на 2-й хромосомі. Довжина поліпептидного ланцюга білка становить 411 амінокислот, а молекулярна маса — 48 226.
| 10         |  | 20         |  | 30         |  | 40         |  | 50         |
| ---------- |  | ---------- |  | ---------- |  | ---------- |  | ---------- |
| MRRRRAGGRT |  | MVERASKFVL |  | VVAGSVCFML |  | ILYQYAGPGL |  | SLGAPGGRAP |
| PDDLDLFPTP |  | DPHYEKKYYF |  | PVRELERSLR |  | FDMKGDDVIV |  | FLHIQKTGGT |
| TFGRHLVQNV |  | RLEVPCDCRP |  | GQKKCTCYRP |  | NRRETWLFSR |  | FSTGWSCGLH |
| ADWTELTNCV |  | PGVLDRRDSA |  | ALRTPRKFYY |  | ITLLRDPVSR |  | YLSEWRHVQR |
| GATWKTSLHM |  | CDGRTPTPEE |  | LPPCYEGTDW |  | SGCTLQEFMD |  | CPYNLANNRQ |
| VRMLADLSLV |  | GCYNLSFIPE |  | GKRAQLLLES |  | AKKNLRGMAF |  | FGLTEFQRKT |
| QYLFERTFNL |  | KFIRPFMQYN |  | STRAGGVEVD |  | EDTIRRIEEL |  | NDLDMQLYDY |
| AKDLFQQRYQ |  | YKRQLERREQ |  | RLRSREERLL |  | HRAKEALPRE |  | DADEPGRVPT |
| EDYMSHIIEK |  | W          |  |            |  |            |  |            |

A: Аланін

C: Цистеїн

D: Аспарагінова кислота

E: Глутамінова кислота

F: Фенілаланін

G: Гліцин

H: Гістидин

I: Ізолейцин

K: Лізин

L: Лейцин

M: Метіонін

N: Аспарагін

P: Пролін

Q: Глутамін

R: Аргінін

S: Серин

T: Треонін

V: Валін

W: Триптофан

Кодований геном білок за функцією належить до трансфераз. 
Задіяний у такому біологічному процесі, як альтернативний сплайсинг. 
Локалізований у мембрані.